# 1795
1795. је била проста година.

## Догађаји

### Јануар
- 19. јануар — У Холандији је проглашена Батавијска република, чиме је званично окончано постојање Низоземске републике.

### Април
- 23. април — Битка код Гроа

### Јул
- 13. јул — Битка код Ијерских острва

### Октобар
- 24. октобар — Пруска, Аустрија и Русија извршиле су трећу поделу Пољске, која је престала да постоји као независна држава.
- 27. октобар — САД и Шпанија су потписале споразум из Мадрида, који је утврдио границе између шпанских колонија и САД.

### Новембар
- 2. новембар — са радом отпочео француски Директоријум
- 25. новембар — Последњи пољски краљ Станислав Поњатовски је био присиљен да абдицира након Треће деобе Пољске.

### Датум непознат
- Википедија:Непознат датум — Француски револуционарни ратови: Кампања 1795.

## Рођења

### Април
- 30. април — Џорџ Фишер, тексашки револуционар (†1873)

### Август
- 2. новембар — Џејмс Нокс Полк, 11. председник САД (†1849)

### Децембар
- 21. децембар — Леополд фон Ранке, немачки историчар (†1886)

## Смрти

### Јануар
- 8. јун — Луј XVII, француски краљевић

### Август
- 23. децембар — Хенри Клинтон, британски генерал